# Software Arts
Software Arts — частная компания по разработке программного обеспечения. Основана Дэном Бриклином и Бобом Фрэнкстоном в 1979 году. Была опубликована компанией VisiCorp.
Основные продукты: VisiCalc и TK Solver.
В 1985 году компания была куплена Lotus Software.